# 네오베나토르
네오베나토르(Neovenator)는 중생대 백악기전기(약 1억2,000만년 전~1억800만년 전), 오늘날의 영국 등 유럽에서 서식한 육식공룡이다. '용반류'-'수각아목'-'네오베나토르과'에 속한다. 학명은 "새로운 사냥꾼"이란 의미이다. 전체 몸 길이는 약7.5m, 체중은 750kg정도 되었을 것으로 추정된다. 2족보행을 했고, 발에는 3개의 발가락이 있고 갈고리 모양의 발톱을 가졌다.